# Stichting Yoesuf
Stichting Yoesuf of later ook wel Educatiecentrum voor de islam en maatschappelijke vraagstukken, was een Nederlandse stichting opgericht in 1998, op initiatief van Omar Nahas. De organisatie was gevestigd te Utrecht en hield zich tot 2010 bezig met twee hoofdzakelijke aandachtsgebieden: jongeren en seksuele diversiteit.
De stichting Yoesuf werd opgericht als een centrum voor studie en informatie over de islam en seksuele diversiteit. De organisatie gaf zelf workshops, lezingen en conferentie. Zij droeg ook bij aan educatieve activiteiten van derden. In 2000 kregen de educatieve activiteiten van de stichting meer gestalte door de ontwikkeling van de training islam en seksuele diversiteit.
In 2004 werden er Kamervragen gesteld, over het stopzetten, dan wel het aflopen van de subsidie voor de stichting. Sinds 2005 heette de stichting officieel Educatiecentrum voor de islam en maatschappelijke vraagstukken: in 2008 werd de stichting opgeheven en opgevolgd door Stichting Malaica in december 2009.
De Stichting vond haar naam in de zogenaamde Yoesuf-methode, een methodiek die een model is voor emancipatie waar bevrijding en maatschappelijke rechtvaardigheid bereikt kunnen worden door eigen beheersing, integriteit en geduld. Deze methode is gebaseerd op het verhaal van de profeet Yoesuf of Jozef van Egypte die zowel in de Koran als in de Bijbel voorkomt. 